# Minha Alma (A Paz que Eu Não Quero)
"Minha Alma (A Paz que Eu Não Quero)" é uma canção composta por Marcelo Yuka que virou single do álbum Lado B Lado A lançado em 1999 pela banda O Rappa.

## Composição

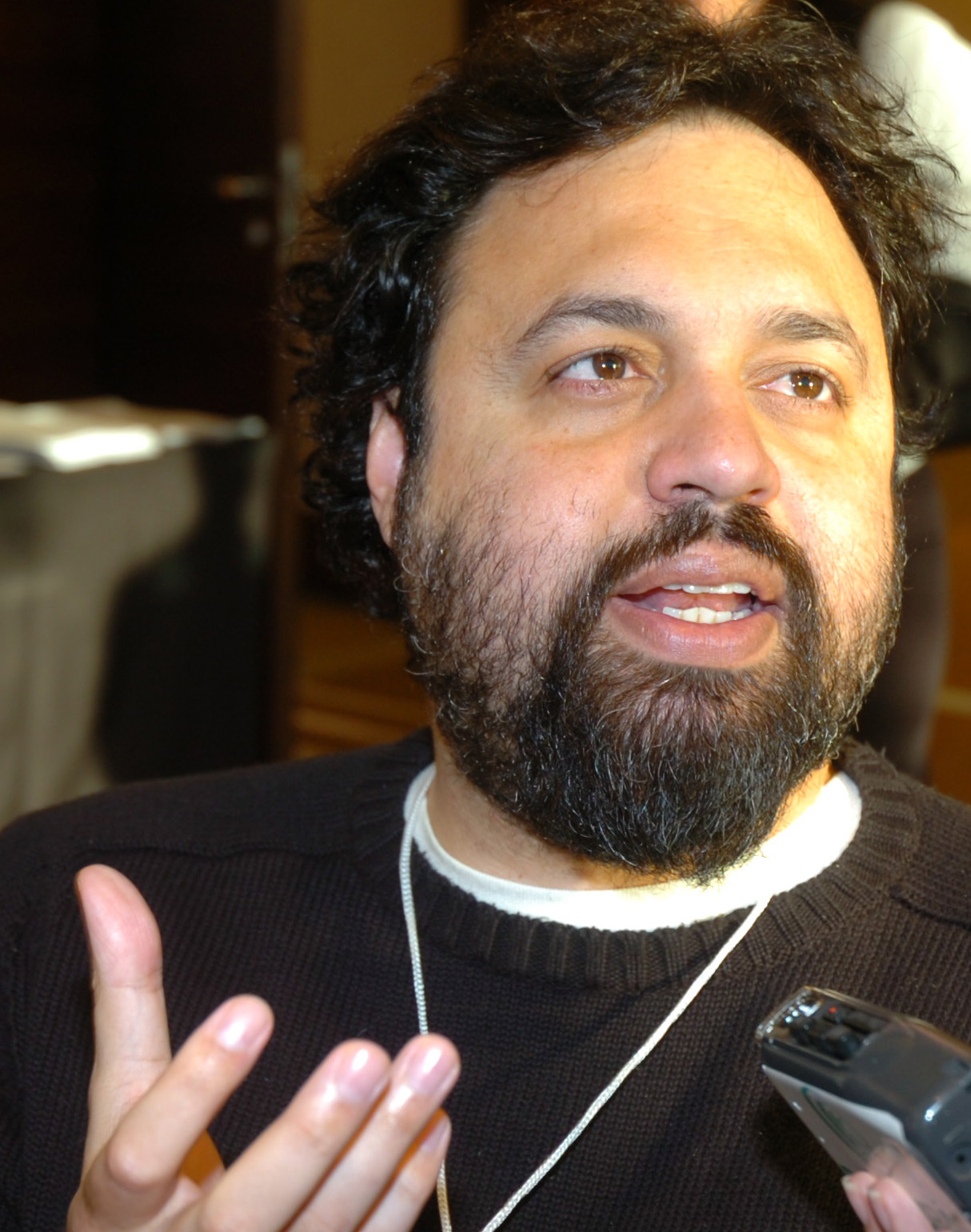
Marcelo Yuka, o compositor da música "Minha Alma (A Paz que eu não quero)"

Composta pelo artista plástico, poeta, baterista e ativista político Marcelo Yuka, a música aborda temas como a sociedade, repressão, e a discriminação. Os versos denunciam diversos problemas presentes na sociedade e ao mesmo tempo mostram o silêncio das pessoas perante o racismo e a repressão, como se "fingissem que eles não existem em suas vidas". A música enfatiza essa quebra de silêncio e cita de forma indireta a diferença das vidas dos mais ricos comparada ao dos mais pobres.

## Clipe
O videoclipe, filmado em preto e branco com duração de quase seis minutos, foi dirigido por Kátia Lund e retrata adolescentes negros levando com si uma criança de colo à praia sendo abordados e agredidos por policiais convictos de que eles tinham roubado um estabelecimento, o que não se confirma, mas apenas pelo fato de serem negros. O clipe levanta a indagação sobre a repressão policial contra as populações de baixa renda e negros. Com a morte de um deles, os moradores da comunidade iniciam uma revolta contra os policiais, ateando fogo em uma viatura. O clipe termina com um close no olhar inocente e confuso da criança.
É o clipe mais premiado da história da MTV Brasil, sendo laureado com a Escolha da Audiência, Clipe do Ano, Clipe de Rock, Direção, Fotografia e Edição.

## Prêmios e indicações
| Ano  | Prêmio                 | Categoria                | Resultado | Ref.   |
| ---- | ---------------------- | ------------------------ | --------- | ------ |
| 2000 | MTV Video Music Brasil | Videoclipe do Ano        | Venceu    | [ 7 ]  |
| 2000 | MTV Video Music Brasil | Escolha da Audiência     | Venceu    | [ 7 ]  |
| 2000 | MTV Video Music Brasil | Videoclipe de Rock       | Venceu    | [ 7 ]  |
| 2000 | MTV Video Music Brasil | Edição em Videoclipe     | Venceu    | [ 7 ]  |
| 2000 | MTV Video Music Brasil | Fotografia em Videoclipe | Venceu    | [ 7 ]  |
| 2000 | Prêmio Multishow       | Melhor Clipe             | Venceu    | [ 10 ] |